# Възраждане (район)
Вижте пояснителната страница за други значения на Възраждане.
„Възраждане“ е един от 24-те административни района на Столична община. Към 15 юни 2023 г. в района живеят 44 040 души по настоящ адрес и 51 126 души по постоянен адрес.
Територията на района почти изцяло принадлежи на главния градски център на Столицата. Някои квартали в района са „Зона Б-2“, „Зона Б-3“, „Зона Б-4“, „Зона Б-5“, „Зона Б-18“, „Зона Б-19“ (известни общо като „Зоните“) и ж.к. „Сердика“. През района преминават основни софийски пътища като бул. „Княгиня Мария-Луиза“ и бул. „Христо Ботев“.
Граници на района: 
- на север – бул. „Сливница“
- на изток – бул. „Княгиня Мария Луиза“ и пл. „Света Неделя“
- на юг – ул. „Позитано“, ул. „Марко Балабанов“, ул. „Добруджански край“, ж.к. „Лагера“
- на запад – ул. „Костенец“, бул. „Инженер Иван Иванов“, бул. „Константин Величков“

## История
Първата застроена част от района е всеизвестния квартал "Ючбунар", създаден през 1888г. Днес в рамките на Ючбунар попадат северните части на "Зоните"
Район „Възраждане“ е част от бившия 3-ти район на София. През 1987 старите райони се премахват и „Възраждане“ става самостоятелна административна единица.

## Квартали
- Зона Б-18 (Карта)
- Зона Б-19 (Карта)
- Зона Б-5 (Карта)
- Зона Б-5-3 (Карта)
- Света Троица (Карта) - малка част
- Сердика (Карта)
- Център на София (Карта) - малка част

## Население

### Етнически състав
Преброяване на населението през 2011 г.
Численост и дял на етническите групи според преброяването на населението през 2011 г.: 
|                     | Численост | Дял (в %) |
| Общо                | 37 303    | 100.00    |
| Българи             | 31 559    | 84.60     |
| Турци               | 186       | 0.49      |
| Цигани              | 367       | 0.98      |
| Други               | 483       | 1.29      |
| Не се самоопределят | 488       | 1.30      |
| Неотговорили        | 4220      | 11.31     |